# Săbrano
Săbrano (bulgariska: Събрано) är ett distrikt i Bulgarien.   Det ligger i kommunen Obsjtina Nova Zagora och regionen Sliven, i den centrala delen av landet, 210 km öster om huvudstaden Sofia.